# 懐寧公主
懐寧公主（かいねいこうしゅ、天啓4年2月30日（1624年4月17日） - 天啓4年6月19日（1624年8月2日））は、明の天啓帝の第2皇女。姓諱は朱 淑嫫（しゅ しゅくぼ）。

## 経歴
天啓帝と李成妃の娘として、天啓4年2月30日（1624年4月17日）、華北地震の中に生まれた。地震に影響されての早産だったと思われる。同年6月19日、夭折した。懐寧公主の位を追贈され、12月20日に金山で葬られた。

## 伝記資料
- 『皇明懐寧公主墓志銘』
- 『国榷』